# Polycykliska aromatiska kolväten
Polycykliska aromatiska kolväten, även polyaromatiska kolväten eller polyaromater, ofta förkortat PAH av engelska Polycyclic Aromatic Hydrocarbons, är en grupp ämnen som finns i stenkol och petroleum samt bildas vid förbränning av organiskt material. De är aromatiska kolväten med minst två sammankopplade aromatiska ringar som ofta avger en stark lukt. Exponering för material som innehåller PAH kan medföra en ökad risk för cancer.

## Förekomst av PAH
Eftersom PAH:er finns i petroleum och kol så förekommer de i stadsmiljöer. De bildas även vid grillning av mat.  Olika råoljeraffineringsprocesser bidrar till att koncentrationen PAH ökar i vissa slutprodukter. Det är således mycket PAH i bl.a. tung eldningsolja. Användning av ångkrackers för framställning av eten och propen ur petroleum(nafta) ger PAH-olja som biprodukt. PAH-oljan används sedan som tillsats till gummidäck för bil och cykel. Småskalig vedeldning, trafik inklusive fartygstrafik och rökning är de huvudsakliga källorna till utsläpp av PAH i luft i Sverige. Spill av eldningsolja, till exempel bunkerolja till fartyg, ger utsläpp av PAH till mark och vatten. 

### Tidigare användning av PAH-haltigt material
PAH är ofta förekommande i förorenade jordmassor. De förekommer även i asfalt lagd före 1970-talet i Sverige. Asfalten, som kallas tjärasfalt, hade ett bindemedel som bestod av stenkolstjära innehållande PAH. Underliggande bärlager består av tjärindränkt makadam (tjärmakadam). PAH i jord och i asfalt har sitt ursprung i gastillverkningen som startade under 1800-talet i många svenska städer. Under gastillverkningen bildades stenkolstjära som en restprodukt när stenkol hettades upp under syrefattiga förhållanden. Stenkolstjäran hade goda vidhäftningsegenskaper och var såldes användbar som bindemedel i asfalt. I början av 1970-talet upphörde denna typ av gastillverkning i Sverige.
PAH-förorenad jord behandlas biologiskt eller med termisk avdrivning.
Karaktäristiskt för PAH-förorenade massor är lukten av tjära. Somliga tycker att det luktar gott (aromatiskt) och somliga vidrigt.

### Analys av PAH
För att fastställa förekomst och halter av PAH utförs analys av ackrediterade labb. på PAH 16, PAH övriga och PAHc. I bygg- och anläggningssammanhang utförs i vägledande syfte på arbetsplatsen så kallade sprayprov i kombination med okulär besiktning och luktprov.

## Vanliga PAH:er

Strukturformel för benso[a]pyren.

Exempel på några vanligt förekommande PAH:er är:
- Pyren, i denna grupp ingår den välstuderade benso[a]pyren [3].
- Antracen
- Fenantren
- Fluoranten
- Coronen
- Perylen
- Chrysen
- Akridin

Dessa förekommer också med olika additioner såsom metylgrupper och extra ringar (bensenringar) vilket gör att den totala molmassan kan variera mycket.

## Historia
Att sot är ett cancerframkallande ämne upptäcktes redan på 1700-talet av Percival Pott som gjorde studier på pojkar vilka hade arbetat som sotare. Hos dessa var en viss typ av testikelcancer vanlig vilket, år 1775, med säkerhet kunde kopplas till exponeringen för sotet i deras arbete. Det skulle dock dröja länge innan de verksamma substanserna i sotet identifierades. Inte förrän 1915 lyckades japanska forskare inducera cancer i försöksdjur genom att utsätta dem för upprepad applicering av tjära. Forskningen fortsatte och 1930 kunde Kennaway och dennes medarbetare isolera det första rena polycykliska aromatiska kolvätet, dibens[a,h]antracen, samt påvisa dess cancerframkallande egenskaper. Med tiden kunde fler och fler rena PAH:er isoleras och många av dessa ger cancer i försöksdjur och är bevisat mutagena. Benso[a]pyren är en vanligt förekommande PAH som har valts ut att vara en modellsubstans för forskningen på PAH. Denna substans finns i relativt höga koncentrationer i stadsluft i jämförelse med andra PAH:er och man har därför fokuserat på denna och dess metaboliter för att försöka förstå varför dessa substanser är så cancerframkallande och hur detta kan påverka människor som exponeras för höga halter PAH, till exempel genom förorenad stadsluft, grillad mat eller tobaksrök.

## Effekter på människor
Som nämnts ovan bildas PAH:er vid grillning av mat, främst från proteinrik sådan såsom kött . Den svarta stekytan kan innehålla koncentrationer av PAH:er som långt överstiger gränsvärden i luft, varför grillad mat kan anses vara en orsak till ökade cancerfrekvenser hos människor. Polycykliska aromatiska kolväten avgiftas i människor och djurs kroppar i flera steg, där det första innebär en aktivering av molekylen till en reaktiv intermediär. Detta steg utförs av en grupp enzymer kallade cytokrom p450 , vad de gör är att lägga till en syreatom till det annars hyfsat oreaktiva PAH:t (det blir nu en så kallad epoxid). PAH-epoxider är mycket reaktiva mot arvsmassan (DNA) och andra molekyler i cellen och kan genom att binda till DNA orsaka mutationer som i sin tur kan leda till cancer . De flesta däggdjur har dock flera enzymsystem för avgiftning av kroppsfrämmande ämnen och via ett ytterligare steg kommer PAH-epoxiden att lösas upp till en oreaktiv diol (PAH-diol), detta kan ska i cykler; bildandet av en epoxid, upplösning av epoxiden till en diol, bildning av en till epoxid, molekylen har nu både en diol och en epoxid (PAH-diolepoxid) och blir till slut en PAH-tetraol (totalt sett har nu två dioler adderats till molekylen). Därefter kan den metaboliseras vidare med hjälp av ett enzym som lägger till en större grupp atomer till PAH-diolen varpå den är klar för utsöndring via urin eller avföring. Eftersom PAH:er på detta sätt utsöndras ur organismer så kommer de inte att bioackumuleras på samma sätt som andra fettlösliga substanser som inte metaboliseras lika väl.